# Виїзд за межі злітно-посадкової смуги

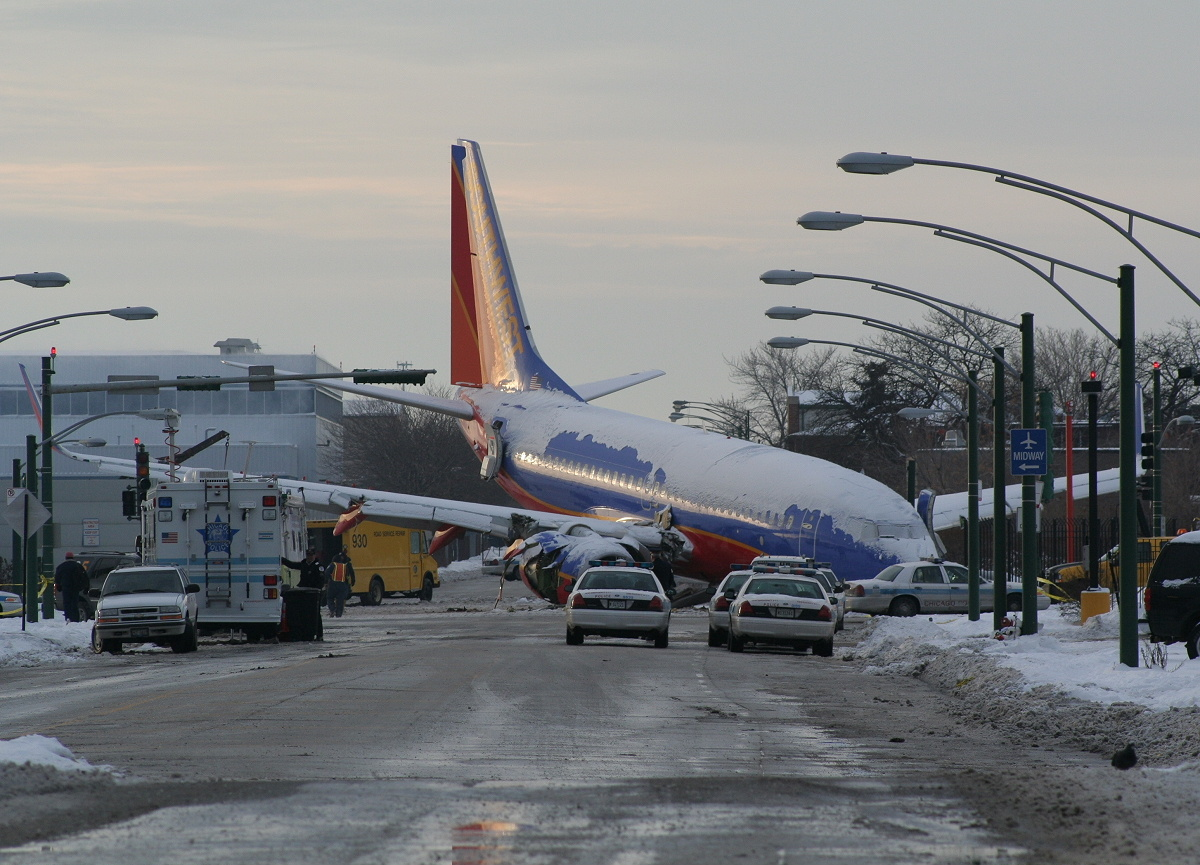
2005 рік, Boeing 737 рейсу 1248 компанії Southwest Airlines після виїзду за межі аеропорту Чикаго-Мідвей.

Виїзд за межі злітно-посадкової смуги — авіаційна пригода, при якій літак здійснює непередбачений схід зі злітно-посадкової смуги. Подібні випадки трапляються через помилку пілота, погану погоду або несправність літака, найчастіше при посадці, але відомі випадки таких інцидентів під час злету, коли літаку з якихось причин не вдавалося злетіти, але зупинитися він вже не встигав.
За даними Flight Safety Foundation, станом на 2008 рік виїзди за межі злітно-посадкової смуги були найпоширенішим видом аварії при посадці. З усіх аварій на злітно-посадкових смугах, зареєстрованих між 1995 і 2007 роками, 96 % всіх інцидентів та 80 % катастроф із жертвами із являли собою виїзди за межі ЗПС.

## Профілактика
Профілактика подібних інцидентів ведеться у двох напрямках: запобігання самому виїзду за межі злітно-посадкової смуги і мінімізація пошкоджень і травм у випадку, якщо такий інцидент станеться (наприклад, встановлення стандартів зони безпеки злітно-посадкової смуги, призначеної для того, щоб забезпечити достатній час і відстань для зупинки повітряного судна у разі виїзду з ЗПС).

### Розширення та подовження ЗПС
Ключовим аспектом є забезпечення злітно-посадкової смуги достатньої довжини та ширини для літаків, які використовуються в аеропорту. Після появи реактивних авіалайнерів, які рухаються на вищих швидкостях при зльоті та посадці порівняно з попередніми пропелерними авіалайнерами, виникла потреба у значно довших ЗПС.
У середині 1960-х років Федеральне авіаційне управління США (FAA) запропонувало збільшити вимоги до збільшення мінімальної довжини злітно-посадкової смуги на 240 м (800 футів) у всіх аеропортах США, що обслуговують реактивних авіалайнерів, з передбаченим збільшенням цієї відстані 370 м (1200 футів) під час дощу чи снігу. Однак ці вимоги вимагали б розширення злітно-посадкових смуг або навіть будівництва нових аеропортів у деяких містах. Тому після сильної реакції промисловості FAA відкликало пропозицію та натомість дозволило лише збільшити мінімальну довжину злітно-посадкової смуги на 15 % під час вологих або слизьких умов посадки.
Втім, в ряді випадків все ж знадобилося будівництво нових аеропортів з огляду на відсутність місця для розширення існуючих злітно-посадкових смуг. Наприклад, у липні 1965 року літак Boeing 707 рейсу 12 авіакомпанії Continental Airlines викотився за межі ЗПС під час посадки під час дощу та сильного вітру в муніципальному аеропорті Канзас-Сіті. Внаслідок цієї аварії ніхто серйозно не постраждав, але літак довелося списати. Було визнано необхідність подовження ЗПС: слідчі виключили помилку пілота та встановили, що зупинити літак на доступній довжині злітно-посадкової смуги (2100 м) було фізично неможливо. Але подовжити ЗПС теж не вдалося через обмеження простору навколо аеропорту, і через це наступного року було схвалено будівництво в Канзас-Сіті нового аеропорту зі злітно-посадковими смугами у 2700 і 2900 м.

### Engineered materials arrestor system
З огляду на те, що у багатьох аеропортах недостатньо простору для подовження ЗПС відповідно до вимог безпеки, у 1990-х роках FAA почало проводити дослідження нової технології екстреної зупинки літака на відстані менше 300 м (1000 футів) у разі виїзду за злітно-посадкову смугу.
Розроблений засіб під назвою Engineered materials arrestor system (EMAS) передбачає виготовлення поверхні за межами ЗПС з матеріалів із високим енергопоглинанням, які руйнуються під вагою літака, що викотився за межі ЗПС, поглинаючи енергію та сповільнюючи його. EMAS, установлення якої в аеропорту Ла-Гуардія завершилося у 2015 році, наступного ж року зарекомендувала себе, зупинивши без жертв і серйозних ушкоджень літак Boeing 737, що виїхав за смугу під час посадки.
Станом на грудень 2020 року систему EMAS було встановлено на більш ніж 100 кінцевих точках ЗПС у понад 50 комерційних аеропортах Сполучених Штатів, і вона безпечно зупинила 15 літаків.

## Відомі випадки виїзду за межі ЗПС
Нижче наведено випадки, які примітні тим, що вони призвели до загибелі людей, знищення літаків або внесення суттєвих змін у сфері безпеки польотів.
- Катастрофа в аеропорту Мюнхен-Рим (1958). Літак Airspeed Ambassador[en] під час третьої спроби злету на слизькій від мокрого снігу ЗПС не зміг набрати швидкості для злету, викотився за межі ЗПС і врізався в будівлі. На борту перебували 44 людини (рейс перевозив футбольну команду Манчестер Юнайтед разом із уболівальниками та журналістами), 20 з яких загинули на місці і ще троє померли в лікарні.
- Катастрофа в аеропорту Мадейра (1977). Boeing 727 при третій спробі здійснити посадку під час сильного дощу в умовах поганої видимості викотився за межі ЗПС, врізався у міст і вибухнув, внаслідок чого 131 із 164 людей на борту загинули. Довжина злітно-посадкової смуги на момент аварії становила 1600 м, у 1986 році її було подовжено до 1800 м, у 2000 — ще раз подовжено до 2781 м.
- Катастрофа в аеропорту Кіто (1984)[en]. Вантажний Douglas DC-8 під час злету не зміг піднятися в повітря, вийшов за межі ЗПС і врізався спочатку в антену ILS, а потім у кілька будинків. Загинули всі чотири члени екіпажу та 49 людей на землі.
- Аварія в аеропорту Кайтак (1993)[en]. Boeing 747-400 під час посадки в умовах штормового бічного вітру почало зносити зі злітно-посадкової смуги у бік світлосигнальної установки. Щоб уникнути зіткнення, капітан умисно звернув з ЗПС в бухту Вікторія. Ніхто не постраждав, але літак довелося списати.
- Катастрофа в аеропорту Баколд (1998)[en]. Airbus A320-214 через помилку пілота при посадці та врізався у житлові будинки. Серед 130 пасажирів і членів екіпажу на борту літака ніхто не постраждав, але на землі загинули троє людей і 44 отримали поранення. Літак було списано.
- Катастрофа в аеропорту Кіто (1998). Ту-154М в ході переривання злету[en] через помилку пілота вийшов за межі ЗПС, пройшов через житловий квартал, зупинився на футбольному полі й вибухнув. Загинуло 70 з 91 людей на борту, а також десять людей на землі, літак згорів.
- Катастрофа в аеропорту імені Хорхе Ньюбері (1999)[en]. Boeing 737-204C виїхав за межі ЗПС після того, як пілоти випадково спробували злетіти з прибраними закрилками. Літак пересік шосе, збивши автомобіль, а потім врізався в будівельне обладнання та спалахнув. Загинуло 63 зі 100 людей на борту, а також двоє людей на землі.
- Катастрофа в аеропорту Літл-Рок (1999)[en]. McDonnell Douglas MD-82 після приземлення на мокру ЗПС в умовах сильного бічного вітру виїхав за межі ЗПС і розбився об світлосигнальну установку. Зазвичай такі споруди спеціально роблять не дуже міцними, щоб внаслідок зіткнення розвалювалися вони, а не літак але у даному випадку установка була розташована на нестабільному березі річки і тому зміцнена, і літак розвалився на частини. Загинуло 11 зі 145 людей на борту.
- Катастрофа в аеропорту Голівуд-Бербанк (2000)[en]. Boeing 737-300[en] через помилку пілотів і діспетчера приземлився з надто великою швидкістю на мокру ЗПС, пробив огорожу та зупинився, трохи не доїхавши до автозаправної станції. Ніхто не загинув, хоча 44 зі 142 людей на борту отримали поранення (двоє — тяжкі), літак довелося списати.
- Катастрофа в аеропорту Адісумармо (2004)[en]. McDonnell Douglas MD-82 при посадці під час грози через неналежний стан гальмівної системи виїхав за межі ЗПС, зіткнувся з насипом і розколовся на дві частини. 25 із 153 осіб на борту загинули.
- Катастрофа в аеропорту Мідвей (2005)[en]. Boeing 737-700 внаслідок заносу при посадці під час снігової бурі виїхав за межі ЗПС на автотрасу, збивши три автомобілі (див. ілюстрацію до статті). На борту ніхто не постраждав, але загинула одна людина (дитина) на землі. Літак після інциденту вдалося відремонтувати, і він продовжив польоти.
- Аварія в аеропорту Торонто (2005)[en]. Airbus A340 при посадці у складних метеоумовах викотився за межі ЗПС, впав у яр і загорівся. З 297 людей на борту ніхто не загинув, 43 отримали поранення, літак згорів.
- Катастрофа в аеропорту Іркутськ (2006). Airbus A310 на великій швидкості викотився за межі ЗПС, пробив бетонну огорожу аеропорту, розвалився на частини і спалахнув. Зі 203 осіб, що знаходилися на борту, загинуло 125 (майже всі — внаслідок пожежі), 63 отримали поранення.
- Катастрофа в аеропорту Адісутджипто (2007)[en]. При приземленні Boeing 737 Classic виїхав за межі ЗПС у рисове поле і загорівся. Зі 140 осіб на борту загинула 21. Погода під час приземлення була тихою, причиною катастрофи було визнано помилку пілотів.
- Катастрофа в аеропорту Сан-Паулу (2007)[en]. Airbus A320, здійснюючи посадку під час помірного дощу, виїхав за межі ЗПС, врізався у будівлю складу і вибухнув. Загинули всі 187 людей на борту і 12 на землі.
- Катастрофа в аеропорту Султан-Тхаха (2008)[en]. Через несправність гальмівної системи Boeing 737—200 після приземлення викотився за межі ЗПС і врізався у будинок, внаслідок удару втративши обидва двигуни. Зі 130 людей на борту ніхто не загинув, 26 отримали незначні поранення, з людей в будинку одна загинула, троє були важко поранені. Літак було списано.
- Аварія в аеропорту Кінгстон (2009)[en]. Boeing 737—800, який приземлився під дощем і попутним вітром, торкнувся ЗПС більш ніж у 4000 футів від її початку і, не зумівши зупинитися на відстані, що залишилася, врізався у скелі біля берегової лінії. Ніхто не загинув, але 85 людей отримали поранення, а літак не підлягав ремонту.
- Катастрофа в аеропорту Магналур[en]. Boeing 737—800 викотився за межі злітно-посадкової смуги, пройшов 90-метрову піщану смугу, призначену для зупинки літаків у подібних випадках і впав з крутого схилу. З 166 людей на борту загинуло 158.
- Аварія в аеропорту імені Чедді Джагана (2011)[en]. Boeing 737—800 виїхав за межі злітно-посадкової смуги після приземлення в дощову погоду. Ніхто не загинув, але семеро людей отримали поранення, а літак було списано.
- Катастрофа в аеропорту Внуково (2012)[en]. Ту-204-100 під час посадки виїхав за межі ЗПС через відмову гальмівної системи та помилку пілота і розвалився після наїзду на кювет. П'ятеро з восьми осіб, що перебували на борту, загинули.
- Аварія в аеропорту Віллоу-Ран[en]. McDonnell Douglas MD-83 не зміг злетіти через заклинений руль висоти і виїхав зі злітно-посадкової смуги. Усі 116 людей на борту екіпажу вижили, один отримав поранення. Згодом літак було списано.
- Аварія в аеропорту Трабзон (2018). Boeing 737—800 під час посадки з'їхав з лівого боку злітно-посадкової смуги і скотився зі скелі, не впавши в море завдяки тому, що його шасі загрузили у багнюці. Ніхто не загинув, але літак знищено.
- Аварія в аеропорту Галіфакс (2018)[en]. Літак Boeing 747-400F під час спроби приземлення виїхав за межі ЗПС 14. Троє членів екіпажу отримали поранення, а літак був невідновно пошкоджений. Причиною аварії стала помилка екіпажа через перевтому.
- Катастрофа на авіабазі Фатх (2019). Вантажний Boeing 707 викотився за злітно-посадову смугу і врізався в будинок. ЗПС мала довжину всього 1300 м, тоді як довжина смуги для зупинки такого літака має становити не менше ніж 2500 м. Припускається, що екіпаж прийняв ЗПС авіабази Фатх[en] за набагато довшу ЗПС міжнародного аеропорту Пайам[en], розташовану у кількох кілометрах поблизу. Загинули 15 із 16 осіб, які перебували на борту.
- Катастрофа в аеропорту Уналашка (2019)[en]. Після приземлення Saab 2000 через неполадку приладів, що давали неправильні показники швидкості, вийшов за межі ЗПС і врізався у скелю. Уламки двигуна, зокрема лопаті гвинта, пробили фюзеляж, потравпивши в салон. З 42 пасажирів один помер у лікарні, ще 11 отримали поранення, з них двоє важкі. Літак було списано.
- Катастрофа в аеропорту Сабіха Гьокчен (2020). Boeing 737—800 виїхав за межі злітно-посадкової смуги під час посадки в умовах грози, зливи і сильного попутного вітру, впав з насипу і розвалився на кілька частин. Зі 183 осіб, які перебували на борту, загинуло троє, 179 отримали поранення.
- Катастрофа в аеропорту Калікут (2020). Boeing 737—800 під час посадки з'їхав з кінця злітно-посадкової смуги та впав в ущелину. Зі 190 осіб, що перебували на борту, загинула 21. Слід зазначити, що аеропорт Калікут визнано небезпечним: його ЗПС розташована на краю скелі, обладнана недостатньо широкою кінцевою зоною і має ухил після останньої третини, до того ж на момент інциденту на ній лишалися значні сліди гуми від попередніх використань.
- Аварія в аеропорту Мактан-Себу (2022)[en]. Airbus A330-322 під час посадки в умовах дощу і зустрічного вітру викотився за межі ЗПС через несправність гідравліки. Ніхто зі 173 людей на борту не постраждав, але літак був списаний.
- Аварія на авіабазі Канеохе (2023)[en]. Літак ВМС США Boeing P-8A Poseidon під час посадки вилетів за злітно-посадкову смугу і впав у море. Усі дев'ять членів екіпажу на борту вижили, літак вдалося успішно підняти з води. Станом на 2024 рік триває розслідування інциденту й оцінка придатності літака до подальших польотів.
- Аварія в аеропорту Белград (2024)[en]. Embraer 195 під час зльоту виїхав за межі ЗПС, збив установки ALS та ILS, отримавши серйозні пошкодження фюзеляжу, лівого крила та лівого стабілізатора, після чого знову піднятися в повітря і прилетів назад до аеропорту. Зі 111 людей на борту ніхто не постраждав, але літак довелося списати.